# Ophiosteira koehleri
Ophiosteira koehleri is een slangster uit de familie Ophiuridae.
De wetenschappelijke naam van de soort werd in 1917 gepubliceerd door Austin Hobart Clark.